# Куплинов, Дмитрий Алексеевич
Дми́трий Алексе́евич Куплино́в (род. 25 ноября 1988, Оренбург) — российский ютубер, летсплейщик и стример. Создатель и владелец канала «Kuplinov ► Play» на YouTube.

## Биография
Родился 25 ноября 1988 года в Оренбурге.
В 2008 году окончил Выксунский филиал НИТУ «МИСиС» по специальности «автоматизированные системы обработки информации и управления». После окончания техникума поступил в Московский авиационный институт.
Ходил в музыкальную школу, где осваивал игру на гитаре.

### Личная жизнь
В июле 2025 года Дмитрий Куплинов вступил в брак со своей давней спутницей Екатериной Малиной, с которой состоял в отношениях более десяти лет.

## Деятельность

### Деятельность на YouTube
23 декабря 2012 года Дмитрий Куплинов создал свой YouTube-канал под названием «Kuplinov ► Play». Контент канала в основном состоит из прохождения видеоигр разных жанров: от хорроров до онлайн-игр.
Первый видеоролик на канале «Kuplinov ► Play» вышел 12 июля 2013 года. Ролик с прохождением игры Postal 2 за одну неделю набрал более 30 тысяч просмотров, что тогда считалось большим успехом.
В 2014 году канал «Kuplinov ► Play» перешёл планку в 100 тысяч подписчиков, а через некоторое время Дмитрий был награждён серебряной кнопкой от YouTube. В 2015 году канал преодолел планку в 1 миллион подписчиков, но золотую кнопку от YouTube Куплинов получил только через два года.
В 2015 году Куплинов создал свой второй YouTube-канал с названием «Kuplinov» (сейчас — «Записи стримов Куплинова»).

### Деятельность вне YouTube
В мае 2023 года канал Куплинова на VK Play Live стал первым, набравшим 100 тысяч подписчиков.

### Оценка деятельности

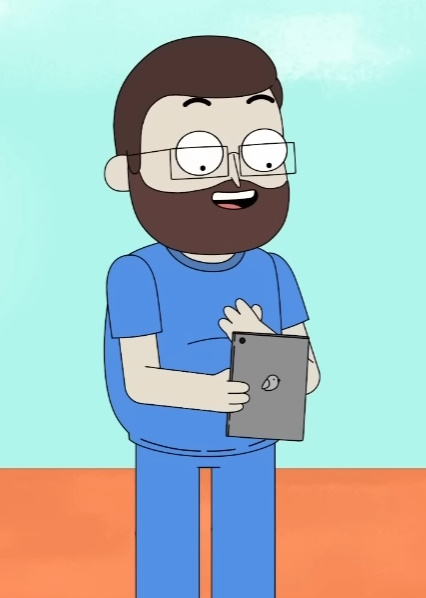
Образ Дмитрия Куплинова в анимации от Smart Bird Show

В 2017 году попал на 10-е место в рейтинге мировых игровых каналов от портала Fancensus.
В рейтинге от компании Brand Analytics «ТОП-20 русскоязычных YouTube-блогеров» за июнь 2019 года Куплинов занял 16-е место.
16 октября 2019 года Brand Analytics внесла Куплинова в рейтинг «ТОП-20 русскоязычных YouTube-блогеров» в сентябре, присвоив ему 12-е место.
В феврале 2020 года вошёл в «Топ-20 русскоязычных YouTube-блогеров», по рейтингам от Brand Analytics.
В июне 2020 года занял 24-е место в списке «Топ-30 блогеров в YouTube».
20 февраля 2021 года канал «Kuplinov ► Play» набрал 10 миллионов подписчиков, и в честь этого, в июле того же года Дмитрий получил бриллиантовую кнопку от YouTube.
В декабре 2021 года компания «Медиалогия» присвоила ему 14-е место в рейтинге «Топ-20 каналов в YouTube за ноябрь 2021 года», также Дмитрий Куплинов занял 18-е место в «Топ-20 каналов YouTube — 2021 год».
По итогам 2021 года на YouTube Куплинов занял 8 позицию в рейтинге «„Топ авторов“ в России».
По итогам 2022 года «Медиалогия» присвоила Куплинову 9-е место в рейтинге «Топ-20 каналов в YouTube — 2022 год», 24-е место в «Топ-30 инфлюенсеров — 2022 года», а также 3-е место в «Топ-20 блогеров VK — 2022 год».
Также в 2022 году в журнале «Ойкумена. Регионоведческие исследования» вышла статья «Рейтинг популярных видеоблогеров: взгляд современных подростков». Исходя из опроса респондентов, авторы назвали Куплинова видеоблогером, «создающим приятную атмосферу для взаимодействия [с подписчиками]».
В декабре 2023 года канал «Kuplinov ► Play» на YouTube занял 6-е место в рейтинге «Топ-20 каналов в YouTube — 2023 год», а его Telegram-канал занял 2 место в «Топ-20 блогеров Telegram — 2023 год» и 5-е место в «Топ-30 каналов Telegram — 2023 год».

## Благотворительность
22 июля 2017 года Куплинов организовал прямую трансляцию, на которой собрал 670 278 рублей для благотворительного фонда помощи детям с онкологическими и онкогематологическими заболеваниями «Жизнь».
7 июня 2020 года провёл вторую благотворительную прямую трансляцию, на которой собрал более 1,17 млн рублей для благотворительного фонда «Правмир». Этот фонд осуществлял сбор на покупку средств индивидуальной защиты для врачей, которые вели борьбу с коронавирусной инфекцией COVID-19.

## Награды и номинации
| Год  | Премия       | Номинация                   | Результат | Ист.          |
| ---- | ------------ | --------------------------- | --------- | ------------- |
| 2015 | Видео People |                             | Победа    | [ 4 ]         |
| 2015 | Игромир      | «Лучший видеопроект рунета» | Победа    | [ 36 ]        |
| 2015 | Игромир      | «Лучший игровой проект»     | Победа    | [ 36 ]        |
| 2015 | Видфест      | «Лайк за игры»              | Номинация | [ 37 ]        |
| 2016 | Видфест      | «Лайк за игры»              | Номинация | [ 38 ]        |
| 2017 | Видфест      | «Лайк за игры»              | Победа    | [ 39 ] [ 40 ] |